# Seleção Indiana de Hóquei sobre a grama masculino
A Seleção Indiana de Hóquei Sobre a Grama Masculino é a equipe nacional que representa a Índia em competições internacionais de hóquei sobre a grama. A seleção é gerenciada pela Hockey India.
Em 1928, a equipe conquistou a primeira medalha de ouro nos Jogos Olímpicos e permaneceu invicta até 1960 com seis títulos consecutivos. Esse desempenho a coloca como a equipe mais bem-sucedida na história das Olímpiadas com oito medalhas de ouro e 83 vitórias em 134 partidas disputadas. Além disso, consagrou-se campeã da Copa do Mundo de Hóquei sobre a Grama em 1975.

## História
A Índia decidiu enviar a seleção para os Jogos Olímpicos de Verão de 1928 após a formação da Federação Indiana de Hóquei. A equipe, portanto, venceu toda a competição. Na fase de grupos, derrotou a Áustria por 6-0, a Bélgica por 9-0 e a Suíça por 5-0, sem sofrer nenhum gol. Eles derrotaram a Holanda por 3 a 0 na final com a surpreendente atuação de Jaipal Singh Munda. Na edição de 1948, enfrentou a Grã-Bretanha na final do torneio logo após a independência da Índia. Esse feito é frequentemente considerado o maior momento de todos os tempos do hóquei e do esporte indiano.

## Galeria
- Partida de hóquei sobre a grama nos Jogos Olímpicos de Verão de 1928.
- Equipe campeã olímpica de 1936.
- Terceiro gol da seleção indiana no final contra a Grã-Bretanha nas Olímpiadas de 1948.